# 少初位
少初位（日语：／ Shōshoi (Shōsoi) */?），為日本官階的一種。是位於大初位之下的最低官階。
律令制將之分為大初位上和大初位下。與主鷹司的令史、下国的目、家司的三品家書吏、四品家書吏、職事二位家大書吏、職事二位家少書吏、職事三位家書吏相當。
明治時代初期太政官制取消其上下之別，由明治2年（1869年）7月制定、同年8月22日實施的職員令中沒有與之相應的職位。
位階制榮典敘位條例（明治20年勅令第10號）、位階令（大正15年勅令第325號）規定中沒有大、少初位。

## 外部連結
- 位階令 （日語） - 法令データ提供システム
- 官位相当表 （日語） - 国立国会図書館近代デジタルライブラリー